# Platyscapa coronata
Platyscapa coronata is een vliesvleugelig insect uit de familie vijgenwespen (Agaonidae). De wetenschappelijke naam is voor het eerst geldig gepubliceerd in 1928 door Grandi.